# August Lundén
August Vilhelm Lundén (i riksdagen kallad Lundén i Mosseberg), född 22 april 1869 i Hemmesjö socken, död 2 juni 1935 i Sandhem, var en svensk godsägare och politiker (folkpartist). 
August Lundén, som kom från en bondesläkt, ägde godset Mosseberg i Sandhems landskommun, där han också var ordförande i kommunalstämman, kommunalfullmäktige och kommunalnämnden. 
Lundén var riksdagsledamot i andra kammaren 1920 samt 1922–1935, år 1920 för Skaraborgs läns södra valkrets och 1922–1935 för Skaraborgs läns valkrets. I riksdagen tillhörde han Frisinnade landsföreningens riksdagsgrupp Liberala samlingspartiet, under den liberala partisplittringen Frisinnade folkpartiet, och följde därefter med till det återförenade Folkpartiet. Han var bland annat ledamot i andra kammarens femte tillfälliga utskott 1924, första tillfälliga utskott 1925–1926 och andra tillfälliga utskott 1927–1928. Han ägnade sig bland annat åt landsbygdsfrågor.